# Bahnhof Ikushumbetsu
Der Bahnhof Ikushumbetsu (jap. 幾春別駅, Ikushumbetsu-eki) ist ein ehemaliger Bahnhof auf der japanischen Insel Hokkaidō. Er befand sich in der Unterpräfektur Sorachi auf dem Gebiet der Gemeinde Mikasa und war von 1888 bis 1987 in Betrieb.

## Beschreibung
Ikushumbetsu war die östliche Endstation der Horonai-Linie, die in Iwamizawa von der Hakodate-Hauptlinie abzweigte. Der Bahnhof lag im gleichnamigen Ortsteil, einem früher bedeutenden Zentrum des Steinkohlenbergbaus. Er war von Westen nach Osten ausgerichtet und besaß ein Gleis für den Personenverkehr sowie zwei weitere für den Güterverkehr. Das Empfangsgebäude stand an der Nordseite der Anlage. An der Südseite befand sich eine Abstellanlage mit Drehscheibe. Die Strecke führte ostwärts noch einige hundert Meter weiter zum Kitasumi-Kohlebergwerk, in Richtung Norden zweigte ein Anschlussgleis zum Sumitomo-Kohlebergwerk ab.

## Geschichte
Zusätzlich zu der seit 1882 bestehenden Strecke Iwamizawa–Horonai eröffnete die staatliche Bahngesellschaft Kan’ei Horonai Tetsudō am 10. Dezember 1888 eine Zweigstrecke von Mikasa nach Ikushumbetsu. Östlich des Bahnhofs führte die später als Horonai-Linie bezeichnete Strecke weiter bis zum Kitasumi-Kohlebergwerk. Am 11. Dezember desselben Jahres ging sie in den Besitz der privaten Bergbau- und Bahngesellschaft Hokkaidō Tankō Tetsudō über, wurde aber am 1. Oktober 1906 an den Staat zurückverkauft. Daraufhin war das Eisenbahnamt (das spätere Eisenbahnministerium) für den Betrieb zuständig.
Ebenfalls im Jahr 1906 erhielt das nördlich des Bahnhofs gelegene Sumitomo-Kohlebergwerk ein Anschlussgleis. Ab 1916 führte parallel zur Horonai-Linie ein zusätzliches Gleis vom Bahnhof zum Kohlebergwerk des Unternehmens Tōhō Tankō, bis dort 1927 eine Verladestelle errichtet wurde. Von 1938 bis 1955 betrieb die staatliche Forstbehörde die Mikasa-Waldbahn. Sie war 14,6 km lang und führte vom Bahnhof Ikushumbetsu aus in südlicher Richtung.
1957 zog die Japanische Staatsbahn die Horonai-Linie vom Kitasumi-Kohlebergwerk zum Bahnhof zurück, am 25. Oktober 1971 wurde das Anschlussgleis zum Sumitomo-Kohlebergwerk stillgelegt. Aus Kostengründen stellte die Staatsbahn den Güterumschlag am 25. Mai 1981 ein, am 1. Februar 1984 auch die Gepäckaufgabe. Die Horonai-Linie überstand die Staatsbahnprivatisierung am 1. April 1987, wenn auch nur für kurze Zeit. JR Hokkaido führte den Personenverkehr noch bis zum 13. Juli 1987 fort und legte die Strecke anschließend still.